# Simge Aköz
Simge Şebnem Aköz (ur. 23 kwietnia 1991 w Samsunie) – turecka siatkarka, reprezentantka kraju, grająca na pozycji libero.

## Sukcesy klubowe
Klubowe Mistrzostwa Świata:
- 2016, 2023[2]
- 2019
- 2018, 2022[3]

Liga Mistrzyń:
- 2023[4]
- 2017

Puchar CEV:
- 2018, 2022[5]

Liga turecka:
- 2018, 2019, 2023[6], 2024[7]
- 2022[8], 2025[9]

Superpuchar Turcji:
- 2018, 2019, 2020

Puchar Turcji:
- 2019[10]

## Sukcesy reprezentacyjne
Mistrzostwa Europy:
- 2023[11]
- 2019
- 2017, 2021

Liga Narodów:
- 2023[12]
- 2018
- 2021

Volley Masters Montreux:
- 2018

## Nagrody indywidualne
- 2019: Najlepsza libero Mistrzostw Europy
- 2019: Najlepsza libero Klubowych Mistrzostw Świata
- 2020: Najlepsza przyjmująca Europejskiego Turnieju Kwalifikacyjnego do Letnich Igrzysk Olimpijskich 2020